# La playa de los galgos
La playa de los galgos es una película de cine española dirigida por Mario Camus.

## Argumento
Martín es un panadero vasco que busca a su hermano que trabaja para ETA y desaparecido desde hace diez años. Un día conoce a Berta y empieza una relación amorosa con ella, que le pasará factura...

## Reparto
| Actor/Actriz            | Personaje        |
| ----------------------- | ---------------- |
| Carmelo Gómez           | Martín Alcorta   |
| Claudia Gerini          | Berta            |
| Miguel Ángel Solá       | Dubbini          |
| Gustavo Salmerón        | Pablo            |
| Íngrid Rubio            | Oria             |
| Montserrat Salvador     | Madre de Martín  |
| Carlos Castañon         | Mr. Freeman      |
| Hans Jorgen Christensen | Hombre Granade   |
| José Correa             | Veterinario      |
| Juan Del Santo          | Marido Berta     |
| Marina Durante          | Compañera Cárcel |
| Helene Egelund          | Enfermera        |
| Marie-Anne Favreau      | Ana 2            |
| Rocío García-Cano       |                  |
| Vicente Granados        | Camarero Hotel   |
| Carmen Mellin           | Mujer Dubbini    |
| Mario Puertas           | Gorritt          |
| Carlota Sánchez         | Ana 1            |

- Datos: Q6586892